# الانتخابات الرئاسية في ألمانيا الغربية 1989
الانتخابات الرئاسية في ألمانيا الغربية 1989 هي الانتخابات الرئاسية الألمانية ‏ التي جرت في 1989، في ألمانيا، فاز بالانتخابات ريتشارد فون فايتسكر.